# Козлов, Вениамин Васильевич
Вениами́н Васи́льевич Козло́в (12 июня 1950, с. Крутолисье, Санчурский район, Кировская область, Россия) — российский государственный и административный деятель. Председатель Йошкар-Олинского городского собрания I—II созыва (1991—2000). Первый Глава администрации / мэр г. Йошкар-Олы Марий Эл (1991—2000). Заслуженный строитель Республики Марий Эл (1995).

## Биография
Родился 12 июня 1950 года в с. Крутолисье Санчурского района Кировской области в семье лесника.
В 1959 году вместе семьёй переехал на постоянное место жительства в г. Йошкар-Олу Марийской АССР. В 1967 году закончил среднюю школу № 5 г. Йошкар-Олы и начал свою трудовую деятельность монтажником радиоаппаратуры на Йошкар-Олинском заводе полупроводниковых приборов.
В 1968—1970 годах служил в рядах Советской армии. 
В 1976 году окончил Марийский политехнический институт имени А. М. Горького по специальности «Инженер-строитель».
В 1976—1989 годах работал прорабом, главным инженером, начальником в специализированном строительно-монтажном управлении № 19 (СМУ-19) треста «Марспецстроймеханизация». В 1989—1991 годах являлся заместителем управляющего треста «Марспецстроймеханизация».
Решением сессии Йошкар-Олинского городского Совета народных депутатов Марийской ССР 28 января 1991 года утверждён первым заместителем председателя исполкома Йошкар-Олинского городского Совета — руководителем комплекса городского хозяйства г. Йошкар-Олы.
Указом Президента Марийской ССР В. М. Зотина от 29 декабря 1991 года № 9 был назначен председателем Йошкар-Олинского горисполкома — Главой администрации г. Йошкар-Олы. В 1995 году окончил Международную академию предпринимательства в Москве. Решением 1 сессии Йошкар-Олинского городского Собрания 2-го созыва 25 октября 1996 года избран председателем Йошкар-Олинского городского Собрания.
В результате первых всенародных выборов Главы администрации г. Йошкар-Олы 12 декабря 1996 года был избран Главой администрации г. Йошкар-Олы. Проработал на этом посту до 27 декабря 2000 года. В 2000 году баллотировался на пост Президента Республики Марий Эл.
В 1990—1993 годах являлся депутатом Йошкар-Олинского городского совета, в 1993—2000 годах — депутатом Государственного Собрания Республики Марий Эл и депутатом Йошкар-Олинского городского собрания I—II созыва.
В 1995 году ему присвоено почётное звание «Заслуженный строитель Республики Марий Эл». В том же году он стал конкурсом российского конкурса «Мэр-95». В 1992 году награждён Почётной грамотой Республики Марий Эл.
С 2000 года — директор ООО «Магнит» в г. Йошкар-Оле. В настоящее время проживает в г. Йошкар-Оле. 

## Награды
- Заслуженный строитель Республики Марий Эл (1995)[1]
- Отличник образования Российской Федерации[4]
- Почётная грамота Республики Марий Эл (13 ноября 1992) — за многолетнюю добросовестную работу в строительных организациях Республики Марий Эл[4]